# Cryptotrogus weisei
Cryptotrogus weisei är en skalbaggsart som beskrevs av Ernst Gustav Kraatz 1888. Cryptotrogus weisei ingår i släktet Cryptotrogus och familjen Melolonthidae. Inga underarter finns listade i Catalogue of Life.